# Kostenfeststellung
Im Rahmen einer Kostenfeststellung werden entstandene Kosten erfasst, somit dokumentiert und gegebenenfalls für Vergleiche aufbereitet. Damit kann die Ermittlung von relativen Kennzahlen verbunden sein.
Im Bauwesen ist die Kostenfeststellung in der DIN 276-1:2006-11 – Kosten im Bauwesen definiert. Grundlage sind danach Schlussrechnungen und andere Kostenbelege sowie gegebenenfalls auch Nachweise über Eigenleistungen. In einem ersten Schritt werden die Kosten nach den am Bau beteiligten Unternehmen strukturiert. Danach müssen aber nach DIN 276 die Kosten in Kostengruppen bis zur 3. Ebene unterteilt werden (siehe hierzu DIN 276).
Die Kostenfeststellung ist eine von fünf Stufen der Kostenermittlung im Bauwesen.
Die deutsche HOAI geht davon aus, dass sie in der Leistungsphase 8 nach § 15 HOAI "Objektüberwachung" erstellt wird.
Auszug aus der ÖNORM B 1801-1, der das Kostenziel Kostenfeststellung betrifft:

- Phase: Inbetriebnahmephase
- Ziel: Kostenfeststellung der tatsächlich entstandenen Kosten
- Grundlagen: Bestandsplanung mit Angaben über Nutzungsarten und Räume mit Quantitätsangaben
- Gliederung: planungsorientiert – Kostenbereich bis Elementtyp und ausführungsorientiert – Kostenbereich bis Leistungsposition